# Övre Karitjärnen
Övre Karitjärnen är en sjö i Strömsunds kommun i Jämtland och ingår i Ångermanälvens huvudavrinningsområde. Sjön har en area på 0,0689 kvadratkilometer och ligger 604,4 meter över havet.

## Delavrinningsområde
Övre Karitjärnen ingår i det delavrinningsområde (720898-142665) som SMHI kallar för Inloppet i Nedre Karitjärnen. Medelhöjden är 635 meter över havet och ytan är 1,45 kvadratkilometer. Det finns inga avrinningsområden uppströms utan avrinningsområdet är högsta punkten. Vattendraget som avvattnar avrinningsområdet har biflödesordning 3, vilket innebär att vattnet flödar genom totalt 3 vattendrag innan det når havet efter 374 kilometer. Avrinningsområdet består mestadels av skog (88 procent). Avrinningsområdet har 0,18 kvadratkilometer vattenytor vilket ger det en sjöprocent på 12,3 procent.